# Willem Schuth
Willem Schuth (* 14. Juni 1954 in Assen) ist ein niederländischer Politiker (FDP und VVD).
Er war von 2004 bis 2009 Mitglied des Europäischen Parlaments für die deutsche FDP, ohne deutscher Staatsbürger zu sein. Damit war er der einzige nichtdeutsche Abgeordnete, den Deutschland in dieser Periode entsandte.

## Leben und Beruf
Schuth leistete von 1975 bis 1976 seinen Wehrdienst bei den Niederländischen Streitkräften ab und war anschließend als Angestellter im niederländischen Verteidigungsministerium tätig. 1979 ging er als nach Deutschland und arbeitete dort bis 2004 als Verwaltungsbeamter in der Kaserne Seedorf in Niedersachsen.

## Partei
Schuth, der in den Niederlanden schon der „Volkspartij voor Vrijheid en Democratie“ (VVD) angehörte, trat 1996 in die FDP ein. Er war von 1998 bis 2006 stellvertretender Vorsitzender des FDP-Bezirksverbandes Elbe-Weser und gehört seit 2002 dem Landesvorstand der FDP in Niedersachsen an. Seit 2003 ist er Mitglied im Rat der Europäischen Liberalen, Demokratischen und Reformpartei (ELDR). 

## Abgeordneter
Schuth war von 2004 bis 2009 Mitglied des Europäischen Parlaments. Dort gehörte er dem Ausschuss für Landwirtschaft und ländliche Entwicklung und den Delegationen für die Beziehungen zu der Schweiz, Island und Norwegen sowie zum Gemischten Parlamentarischen Ausschuss „Europäischer Wirtschaftsraum (EWR)“ an.